# Geometria convessa
La geometria convessa è un ramo della geometria che studia gli insiemi convessi, principalmente in spazi euclidei.
La storia della convessità presenta alcuni filoni che si ritrovano anche in ambiti diversi, come nell'analisi funzionale, nel calcolo delle variazioni, nell'analisi convessa e nell'analisi complessa (in una o più variabili), ma anche nella teoria dei grafi e la cristallografia.

## Storia
I primi contributi provengono dalla matematica ellenistica, ma il suo studio sistematico inizia intorno al 1900. Negli Elementi di Euclide si trovano molte nozioni. I poliedri erano noti anche ai pitagorici e agli etruschi. Importanti i contributi di Archimede. A questo periodo aureo risalgono anche i primi studi sul problema isoperimetrico; i più importanti sembrano dovuti a Zenodoro.
Keplero ha riscoperto i solidi archimedei, ma nella Basilica di San Marco si trovano figure precedenti, forse dovute a Paolo Uccello. Notevoli ma a lungo sconosciuti i risultati d Piero della Francesca. Louis Poinsot ha completato il loro studio. Catalan ha esaminato tutti i solidi isoedri. Il catalogo di questi poliedri è stato esteso da Donald Coxeter.
Altri contributi di Cartesio, Eulero e Adrien-Marie Legendre.